# Berberodes commaculata
Berberodes commaculata är en fjärilsart som beskrevs av W. Warren 1909. Berberodes commaculata ingår i släktet Berberodes och familjen mätare. Inga underarter finns listade i Catalogue of Life.